# Střelba ve Fakultní nemocnici Ostrava
Střelba ve Fakultní nemocnici Ostrava byl útok aktivního střelce, ke kterému došlo 10. prosince 2019 kolem 7.15 hodin středoevropského času. Dvaačtyřicetiletý Ctirad Vitásek vstoupil s pistolí do čekárny traumatologie, kde bez varování, zblízka a v rychlém sledu zasáhl 9 pacientů. Čtyři pacienti přišli na místě o život, tři další lidé podlehli způsobeným zraněním. Ze sedmi zavražděných byli čtyři muži a tři ženy. Ve večerních hodinách mluvčí nemocnice Petra Petlachová uvedla, že dva muži zranění při střelbě jsou mimo ohrožení života.
Pachatel z místa unikl, ale později, když ho policie odhalila, spáchal sebevraždu. Motivem útoku byla rozšířená sebevražda.
Dle počtu obětí je tento útok třetím nejhorším v dějinách České republiky, po střelbě v Uherském Brodě v roce 2015 a střelbě na filozofické fakultě v Praze v roce 2023.
Celkově šlo o třetí masovou střelbu (tj. střelbu se 4 a více oběťmi) od vzniku samostatné ČR, z toho druhou v Moravskoslezském kraji (střelba v Petřvaldu, 2009).

## Průběh útoku

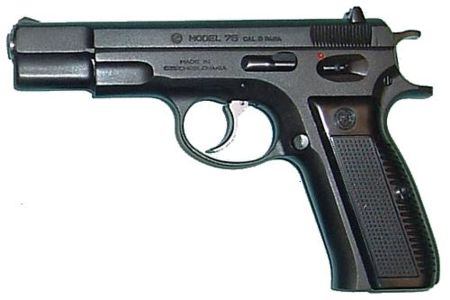
Zbraň se kterou útočník střílel

Pachatel přišel po sedmé hodině ranní na polikliniku Fakultní nemocnice Ostrava, kde v čekárně nelegálně drženou zbraní CZ 75 ráže 9 mm zastřelil šest lidí a dva další zranil. Podle svědectví nemířil cíleně k čekárně traumatologie, ale nějakou dobu v nemocnici hledal, kde bude nejvíce lidí. Nejprve vyjel výtahem do třetího patra, kde však bylo v čekárně jen málo lidí, a vydal se proto dál. Navštívil oddělení kardiologie, ale čekárna byla prázdná, a tak odešel. Potom zamířil na oddělení gastroenterologie, kde seděl pouze jeden pacient, a tak opět odešel. Až v plné čekárně traumatologické ambulance se rozhodl k útoku.
Údajně šlo o takzvaného tichého střelce, který útočí bez předchozího varování. Svědkyně uvedla, že po příchodu nejprve vyhodil děti. Poté začal střílet. Pachatel přistoupil k oběti, zakřičel jedna a vystřelil, pak šel k druhé oběti a zakřičel dva a střelil. Takto prý postupoval v průběhu celého útoku. Střelba trvala jen několik vteřin, pachatel neměl žádného komplice. Tři ze šesti obětí byli příslušníci Vězeňské služby, z toho jeden bývalý. Ani jeden z příslušníků nebyl v době útoku ve službě, navštívili lékaře v době svého volna. Jeden z nich zemřel, když vlastním tělem chránil svoji nezletilou dceru, čímž jí zachránil život. Jednou ze zastřelených byla žena na vozíku, které střelec prostřelil hlavu. Jiná žena ve vestibulu před čekárnou, Kateřina Veselková, strhla svoji 17letou dceru na zem a kryla ji tělem, bundou a kabelkou. Poté, co střelce zahlédla, sice ještě několikrát střelil, ale podle této svědkyně již naprázdno, protože se buď zbraň zasekla nebo došly náboje. Střelec se pak otočil a utekl.

## Zásah
K útoku došlo kolem 7.15 hodin. První hlídka policie byla na místě do pěti minut od nahlášení na lince 158. Během několika minut na místo dorazilo nespočet dalších policejních hlídek, především prvosledových, které disponují balistickou ochranou a mají ve vozidlech dlouhé zbraně, mezi nimi i Speciální pořádková jednotka. Na místo se následně dostavil celý Integrovaný záchranný systém (IZS) včetně záchranářského a policejního vrtulníku. Jelikož nebylo jasné, kde se střelec nachází, vyrazila na místo i zásahová jednotka Krajského ředitelství policie Moravskoslezského kraje, která byla na místě do deseti minut. Prohledali celou nemocnici společně se záchranáři, kteří v čekárně traumatologie ošetřili těžce raněné. 
Na místo byl vyslán i Útvar rychlého nasazení z Prahy. Pomocí armádního vrtulníku Mil Mi-17 bylo celkem 21 členů protiteroristického útvaru přepraveno k Fakultní nemocnici Ostrava. Společně se Zásahovou jednotkou začali pátrat po pachateli, kterého se podařilo během několika hodin identifikovat jako dvaačtyřicetiletého stavebního technika Ctirada Vitáska ze Zábřehu v Ostravě. Do pátrání se zapojil i záchranářský vrtulník Kryštof 05. V součinnosti se Zásahovou jednotkou pak byla hledaná osoba dopadena v osobním automobilu u obce Děhylov. Při zásahu policie se Vitásek střelil do hlavy.

## Oběti
- Petr Lang (†49) – příslušník Vězeňské služby České republiky,[22] zemřel v průběhu operace[23][24]
- Petr Šorm (†39) – příslušník Vězeňské služby České republiky,[22] zemřel na místě[23]
- Robert P. (†46) – bývalý příslušník Vězeňské služby České republiky [25][26]
- Dana Telnarová (†64) – zdravotnice[23][27]
- Simona D. (†51)[28][29]
- Oskar Janiak (†28)[30][31][32]
- Eva S. (†68) – dětská sestra, zraněním podlehla dva dny po útoku[23][32]

## Události po útoku
Policie přijala oznámení události v 7.19 hodin a první hlídka dorazila na místo 5 minut poté. Pachatel v té době již od polikliniky ujížděl.
Policie nejprve zveřejnila fotografii slovenského doktoranda geoinformatiky J. S. z Vysoké školy báňské - Technické univerzity Ostrava s tím, že jde o podezřelého. Toho mezitím převezli na služebnu, kde podle jeho slov čekalo několik dalších mužů, kteří měli jedno společné – červenou bundu. Později ho propustila a soukromě se mu omluvila, mezitím se o něm však již na sociálních sítích psalo jako o pachateli. Později se „muži v červené bundě“ omluvil i ministr vnitra Jan Hamáček. Skutečným pachatelem měl být „muž v červené vestě“. Celkově prý policie při zásahu zadržela pět lidí, kteří odpovídali popisu pachatele, a všechny později propustila. Kamarád zadrženého J. S. novinářům řekl, že policie zadržela asi 15 lidí z okolí.
Podle tvrzení matky jí pachatel domů do Jilešovic přijel oznámit, že zastřelil lidi a jde se sám zastřelit. Policie ho poté dopadla u sousední obce Děhylov, vzdálené přibližně 5 kilometrů od místa útoku. Vitásek projel autem po vedlejší komunikaci vycházející z ulice Ke Koupališti okolo místní loděnice a dojel na konec chatové osady při řece Opavě, kde přejel železniční přejezd a dostal se k poslednímu domu, odkud již není možné jet dál do lesa. Tam pachatel zastavil a ještě před zásahem policie se střelil do hlavy, když se nad ním objevil vrtulník. Při příjezdu policie muž jevil známky života, po asi 30minutové resuscitaci zemřel. Podle zprávy, kterou zveřejnil Deník N ve 12:08 hodin v rubrice Minuta po minutě, předseda vlády Andrej Babiš při proslovu na tiskové konferenci uvedl, že pachatel přišel domů a oznámil, že zastřelil lidi a jde se sám zastřelit. Předseda vlády potvrdil, že matka pachatele s policií při vyšetřování spolupracuje, a uvedl, že další nebezpečí nehrozí. Podle pozdějších zpráv médií byl pachatelem dvaačtyřicetiletý stavební technik Ctirad Vitásek ze Zábřehu v Ostravě.
V odpoledních hodinách byl provoz nemocnice kromě polikliniky obnoven. Náměstek ministra zdravotnictví Filip Vrubel uvedl, že zdravotní péče je v kraji i v místě zajištěna a situace je stabilizovaná.
Po útoku začala po sociálních sítích kolovat fotografie z čekárny bezprostředně po útoku. Média ji však odmítla zveřejnit a policie vyzvala, s ohledem na pozůstalé, ke stažení fotografie.
Žena, zraněná při útoku, podlehla 12. prosince v nemocnici svým zraněním. Konečný počet mrtvých se zvýšil na 8 (včetně pachatele).
Tělo střelce Ctirada Vitáska bylo tajně uloženo do hrobu na hřbitově v Jilešovicích.

## Pachatel a motiv
Podle ředitele nemocnice pachatel v nemocnici nebyl léčen, jak se objevilo v některých médiích, ale jen jednorázově vyšetřen. S nemocnicí nevedl žádné spory ani nepsal stížnosti na práci lékařů. Podle vyjádření psychiatra Jana Cimického v médiích však mohl Vitásek trpět hypochondrickou depresí. Docházel prý na kliniku hematoonkologie a měl za sebou různá vyšetření.
Vitáskův nadřízený v zaměstnání Aleš Zygula o něm médiím uvedl, že si vzal do hlavy, že je těžce nemocný a že ho nikdo nechce léčit. Jeho chování se údajně změnilo v posledních týdnech před útokem, poslední měsíc nedocházel do práce, z toho poslední dva týdny byl na nemocenské dovolené. Údajně také napsal zpěváku Davidu Stypkovi, o němž v té době bylo známo, že bojuje s rakovinou slinivky a prochází chemoterapií, a tvrdil mu, že má na 99 % stejnou nemoc, a stěžoval si na to, že ho lékaři nechtějí léčit. Po zpěvákovi se dožadoval, aby mu diagnózu potvrdil, což zpěvák považoval za „padlé na hlavu“, protože ho znal jen přes facebookové zprávy.
Kolegové jej popisují jako „pohodového člověka” a „normálního chlapa“, který byl pořád pozitivně naladěný a byl jediný, kdo kolegyním v kanceláři nosil květiny. Společně s kolegy chodil na firemní akce na střelnici, na lyžování i jiné sportovní akce. I podle sousedů ve vesnici byl vyrovnaný člověk a pohodář. V minulosti působil jako útočník v hokejovém týmu Orli Stará Bělá v okresním přeboru Ostravy. Spolužačka ze střední ekonomické školy v Opavě uvedla, že patřil spíše k problémovějším studentům, sem tam něco vyvedl, ale celkově se to s ním dalo vydržet a hloupý rozhodně nebyl. V minulosti již spáchal tři delikty, a to násilný trestný čin, což byla drobná potyčka, a drobnou majetkovou trestnou činnost. Dříve pracoval jako přepravní kontrolor u dopravního podniku a svědomitě pokutoval i vlastní sousedku, když ji přistihl bez jízdenky.

## Reakce

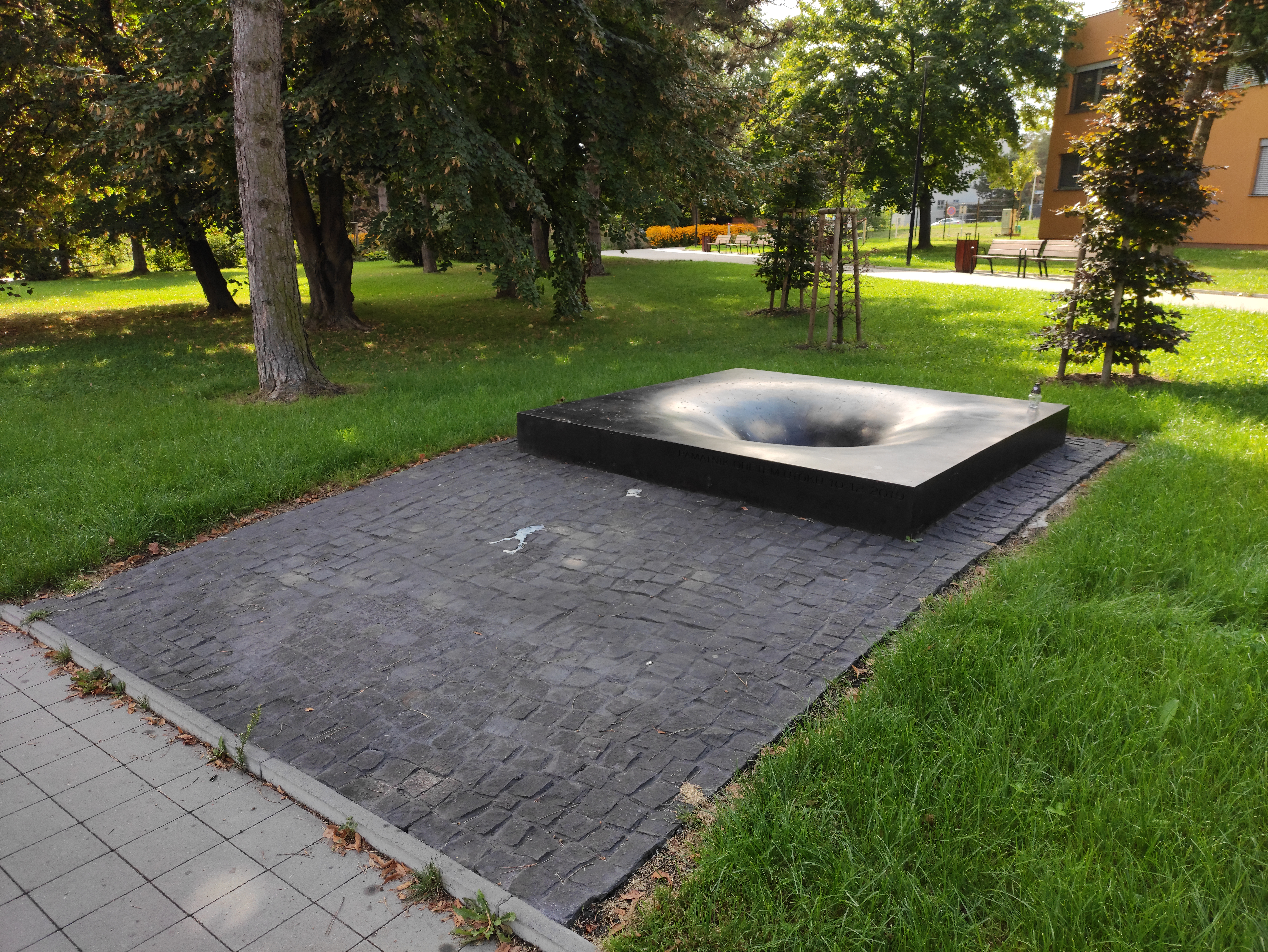
Památník obětem střelby ve Fakultní nemocnici Ostrava

Ministři a představitelé Evropské unie vyjádřili své kondolence. Vedení města Ostravy oznámilo, že uctí památku obětí střelby zhasnutím dominant města. Primátor Tomáš Macura také kontaktoval premiéra kvůli možnému vyhlášení státního smutku. Fakultní nemocnice uvedla, že se ve středu 11. prosince v kapli nemocnice uskuteční mše za oběti útoku. Oznámenou mši svatou sloužil pomocný biskup ostravsko-opavské diecéze Martin David. Policejní prezident Jan Švejdar poděkoval policistům za jejich zákrok, označil jej za rychlý a profesionální. Vyjádřil také hlubokou soustrast rodinám pozůstalých. Soustrast vyjádřila i předsedkyně Evropské komise Ursula von der Leyenová nebo slovenská prezidentka Zuzana Čaputová.
Andrej Babiš po návštěvě místa události řekl, že 17. prosince proběhne celostátní vzpomínka na oběti střelby. Sirény se rozezní na 2 minuty a 20 sekund. Ministr vnitra Jan Hamáček uvedl, že rodina každé oběti obdrží 300 tisíc korun. Den po útoku zastupitelstvo města jednomyslně schválilo návrh, aby pozůstalí dostali od města 100 tisíc korun a zranění 50 tisíc korun. Totožný návrh schválilo 12. prosince zastupitelstvo kraje.
Na místě útoku se po celý den scházeli místní a pokládali svíčky.
Incident vyvolal i reakce zahraničních médií. V den katastrofy byla zveřejněna zpráva v italských denících Corriere della Sera, la Repubblica a v deníku La Stampa vyšla zpráva a komentář s názvem: Hněv, který zabíjí neznámé. Na událost reagovala v ten samý den i německá média jak ve zprávách, tak v komentářích. Ve španělském tisku o útoku referovaly deníky ABC, El País i El Mundo.

### Památník obětem střelby
Jako připomínka tragických událostí a pietní místo, byl před Fakultní nemocnici na ulici 17. listopadu umístěn bronzový Památník obětem střelby ve Fakultní nemocnici Ostrava od Lukáše Dvorského.